# Stiftskirche Niederhaslach

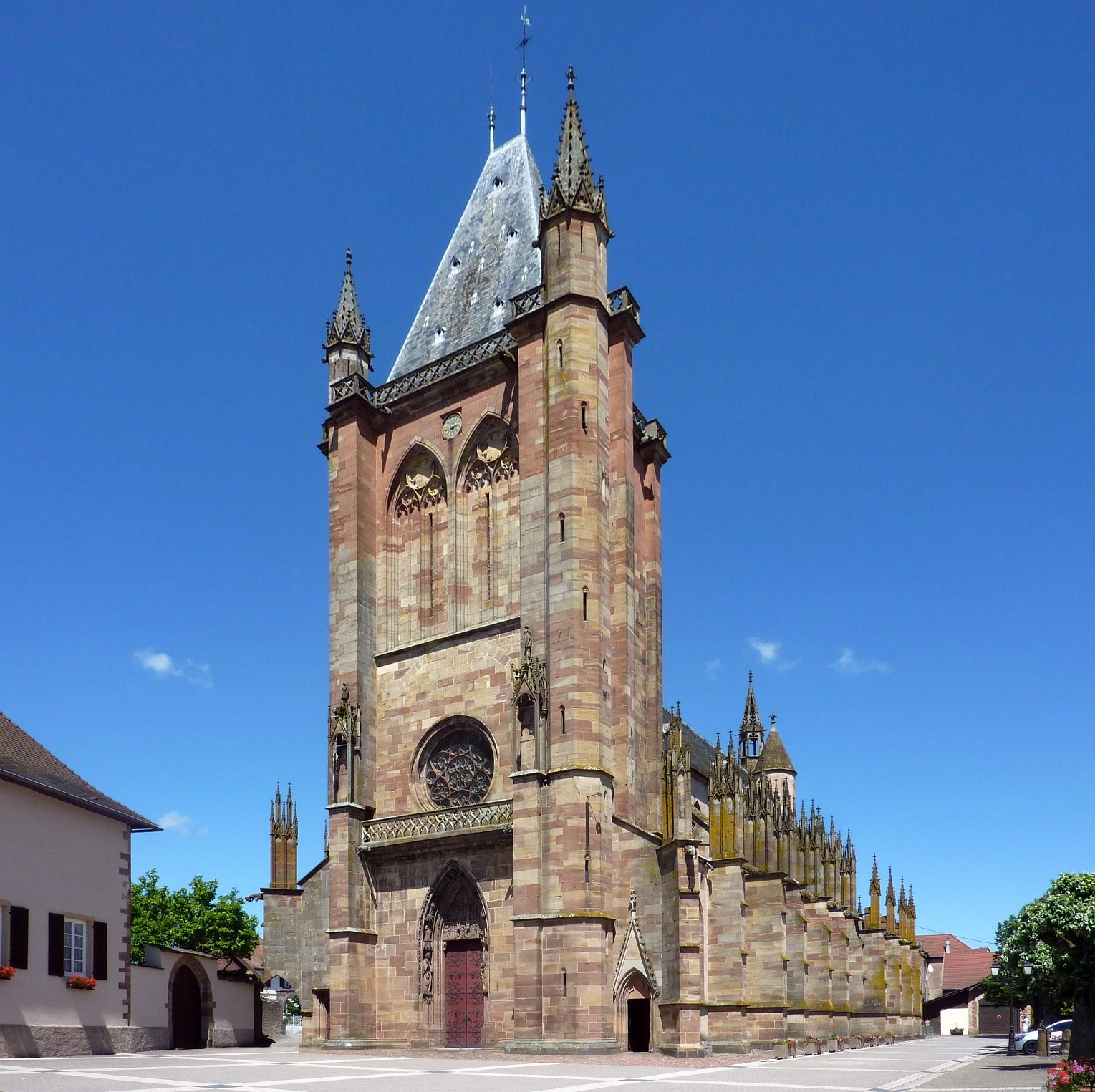
Vorderansicht

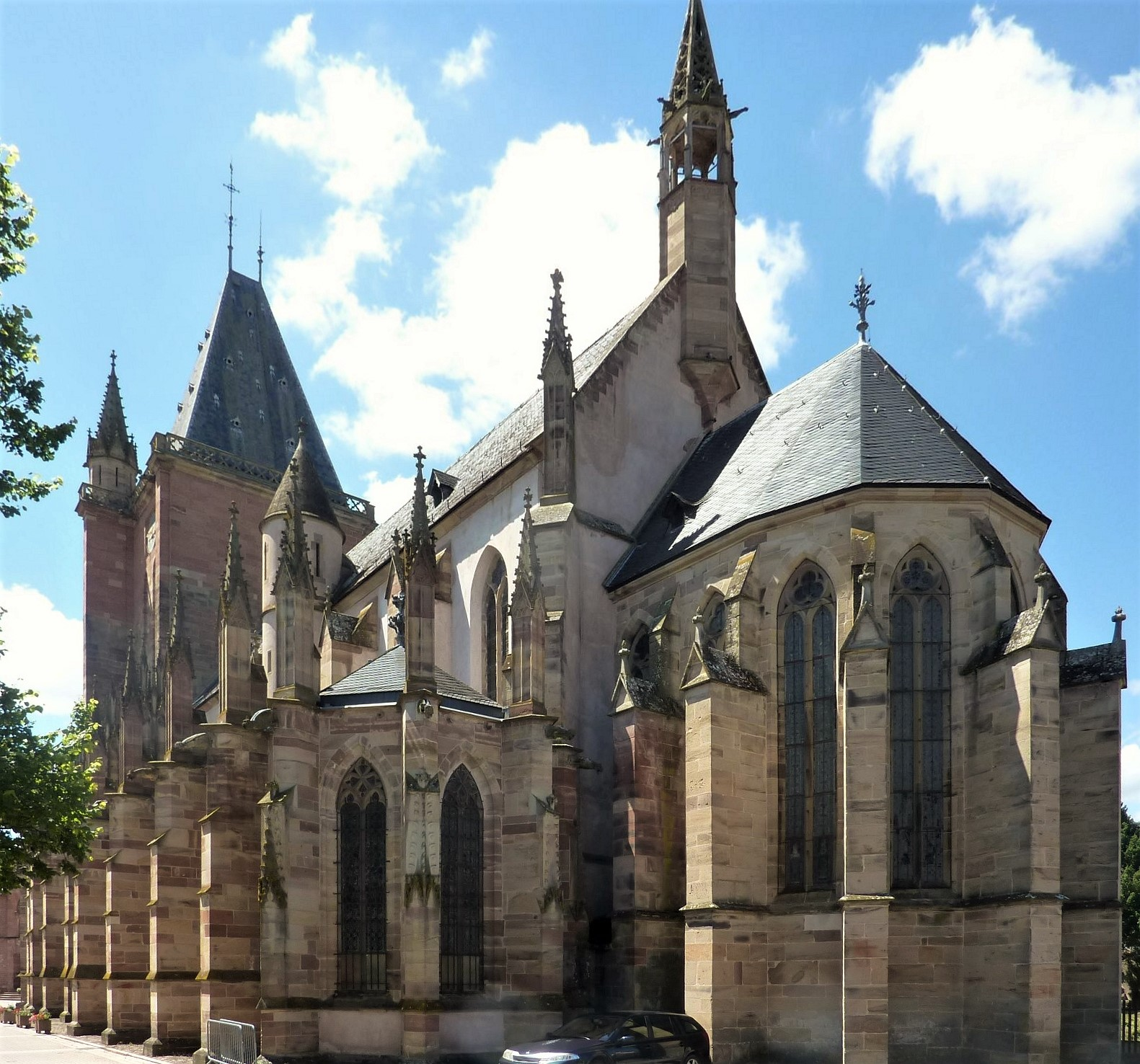
Blick zum Chor

Die dreischiffige Stiftskirche St. Florentius (französisch Collégiale Saint-Florent, heute Pfarrkirche St. Johannes Baptista, französisch Église Saint-Jean Baptiste) von Niederhaslach im Département Bas-Rhin gilt als einer der bedeutendsten gotischen Sakralbauten des Elsass.

## Baugeschichte

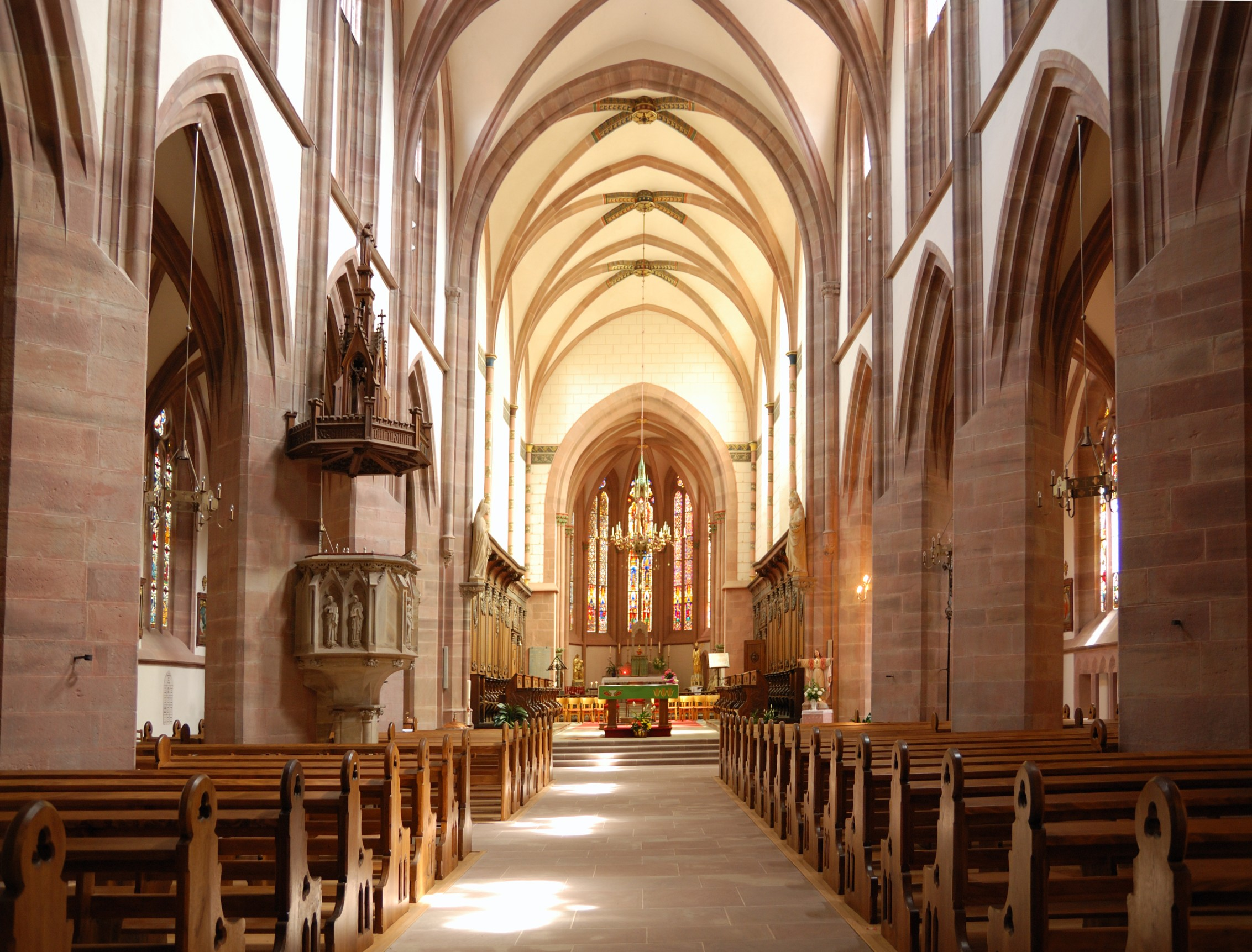
Langhaus

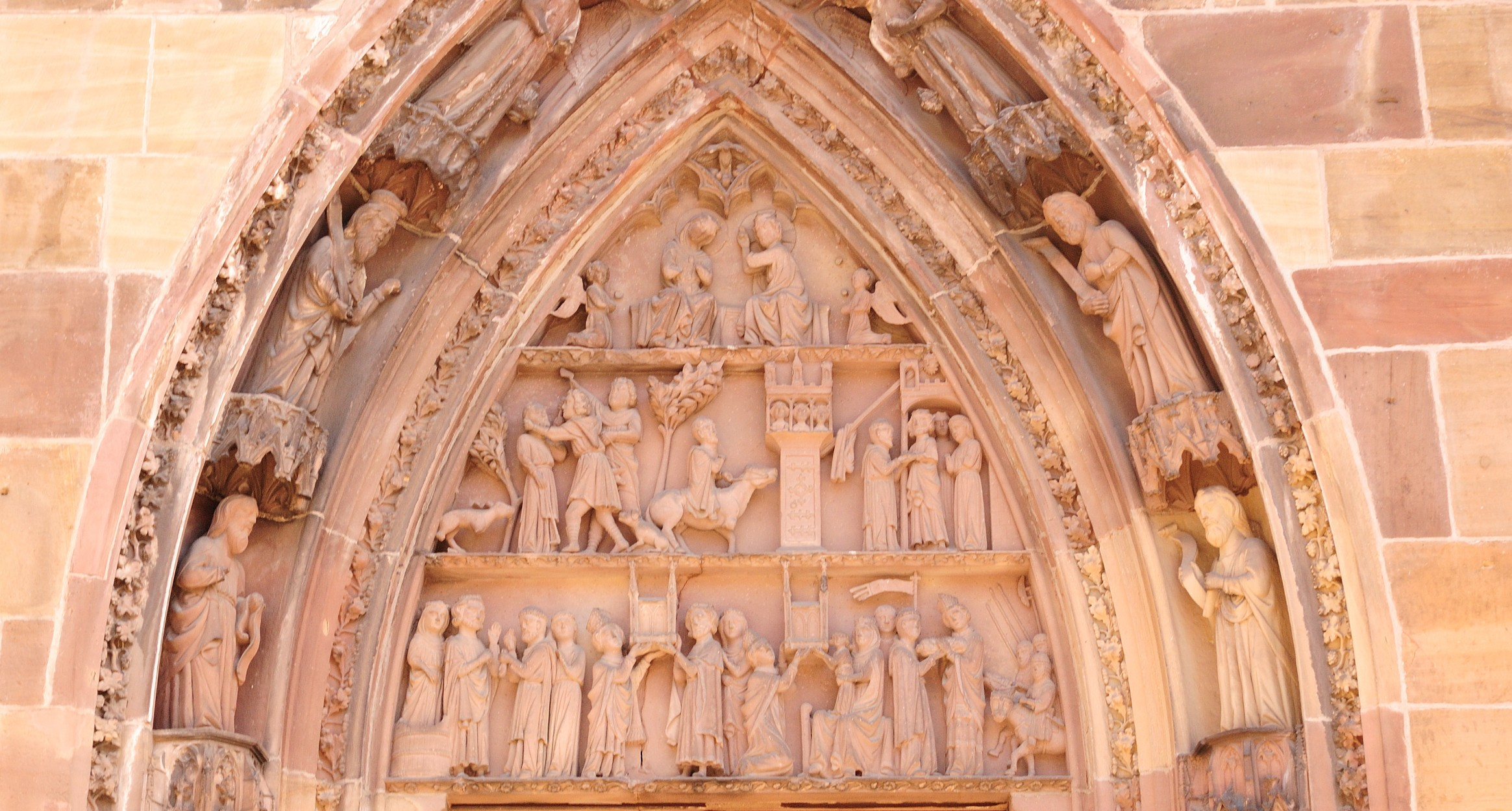
Tympanon über dem Hauptportal mit Szenen aus der Florentiuslegende

Die dem heiligen Bischof Florentius gewidmete Kirche wurde ab 1274 an Stelle eines zerstörten Vorgängerbaus, einer Klosterkirche aus dem frühen 7. Jahrhundert, errichtet, der seit 810 nach Bestimmung des Straßburger Bischofs Rachio die Reliquien des Namenspatrons aufbewahrte. Als iroschottischer Wandermönch war der Gefährte des Arbogast ins Haseltal als Eremit und Tierfreund gekommen, wo König Dagobert ihm Land schenkte, um ein Kloster zu bauen. Er hatte dessen blinder Tochter das Augenlicht gegeben. Die Fläche wurde durch einen Eselsritt während eines Bades des Königs bestimmt. Das Kloster bestand bis ins 11. Jahrhundert, bevor es in eine Stiftskirche umgewandelt wurde.
Die Errichtung des Neubaus dauerte bis 1385, ein verheerender Brand am 4. Juni 1287, der nur den Chor unversehrt ließ, sowie der Unfalltod des Architekten Gerlach von Steinbach (Sohn Erwin von Steinbachs) 1330 verzögerten die Fertigstellung. Im Laufe des Bauernkriegs 1525 wurde die Kirche geplündert und am 6. Juni 1633 wurde sie im Zuge des Dreißigjährigen Kriegs von schwedischen Soldaten in Brand gesteckt. Der im Laufe der nächsten Jahrhunderte vernachlässigte bis gegen seinen Zweck missbrauchte Bau (1744 diente er als Schlachthaus) wurde erst im Zuge von umfassenden Restaurierungsmaßnahmen 1853 bis 1887 im ursprünglichen Glanz wiederhergestellt. 1990 bis 2006 erfolgte eine erneute Generalüberholung.

## Ausstattung

### Bleiglasfenster
Die Niederhaslacher Stiftskirche besitzt nach dem Straßburger Münster die größte Anzahl original erhaltener mittelalterlicher Buntglasfenster im gesamten Elsass. Langhaus und Chor weisen zahlreiche vollständige Paneele aus dem 13. und 14. Jahrhundert auf, die unter anderem durch die Leuchtkraft ihrer Rot- und Blautöne und ihrem Figurenreichtum bestechen. Dargestellt werden das Leben Jesu und Marias sowie Johannes des Täufers. Berühmtestes weil originellstes Fenster ist das Täuferfenster mit der Darstellung der Johannes-Predigt, die sich in einem riesigen Zentralmedaillon mit lebensgroßer und äußerst plastischer Hauptfigur abspielt. Die Fassade wird von einer ebenfalls ursprünglich erhaltenen Fensterrose aus dem Jahre 1325 durchbrochen.

### Skulpturen
Außen
- Großes Fassadenportal von 1310 mit Darstellung der Verkündigung, der Marienkrönung und der Florentiuslegende
- zahlreiche Wasserspeier in Menschen- und Fabelwesengestalt
- Überreste des Stiftsfriedhofs: Grabsteine und Denkmäler von Geistlichen aus dem 14. bis 18. Jahrhundert
- Basrelief Christus am Ölberg (1492).

Innen
- Heiliges Grab (14. Jahrhundert), Grabplatte von Gerlach von Steinbach (1330)
- Schlusssteine des gotischen Gewölbes
- spätmittelalterliches Grabmal des Bischofs Rachio
- Chorgestühl (1691)
- Reliquienschrein des Florentius (1714)
- Kreuzigungsgruppe (1740)

### Orgel

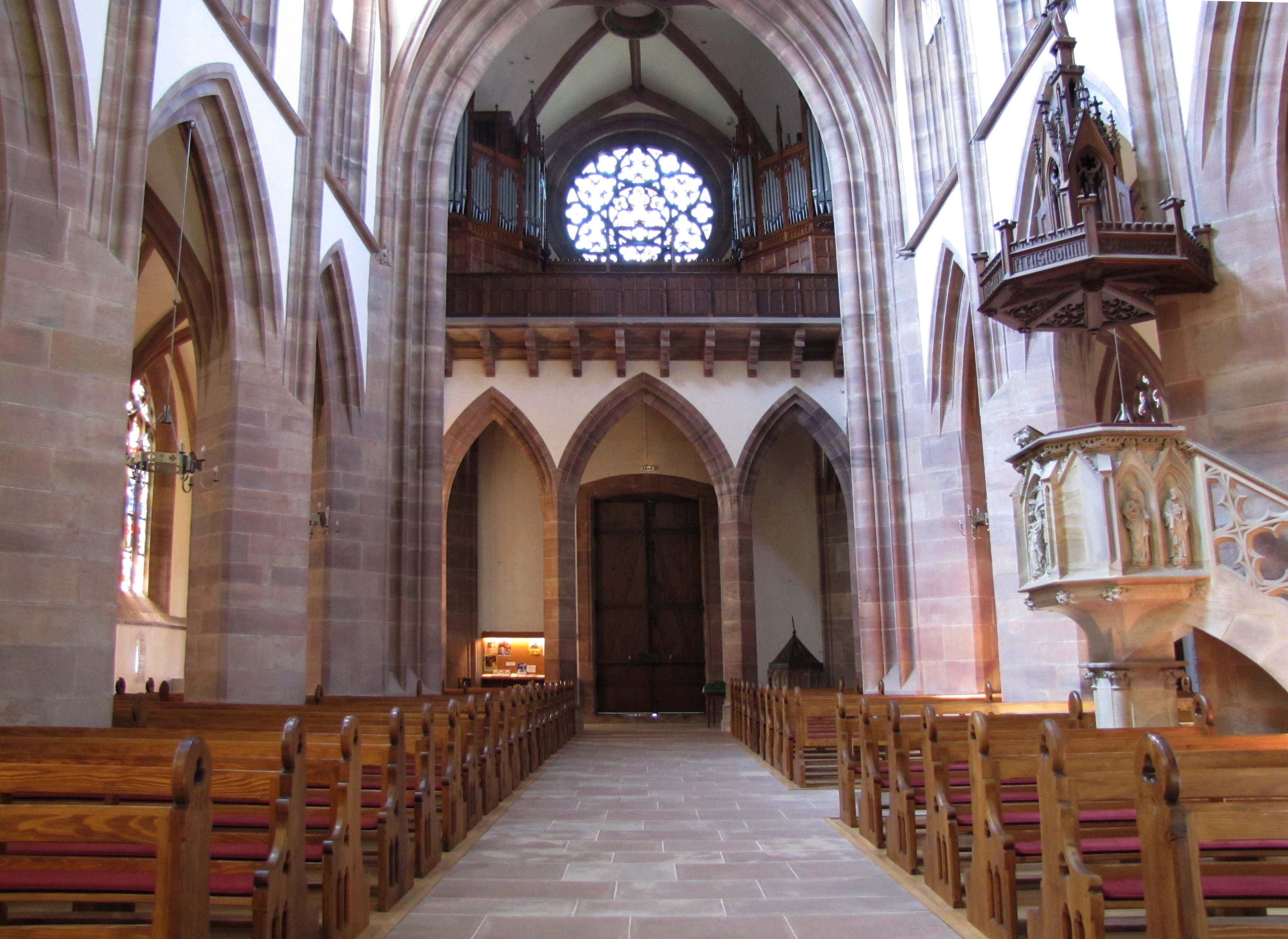
Orgelprospekt

An der Rückseite der Fassade befindet sich eine Orgel von den Orgelbauern Martin und Joseph Rinkenbach. Das Instrument wurde 1903 fertiggestellt. Es hatte ursprünglich pneumatische Trakturen, die 1952 durch elektrische Trakturen ersetzt wurden. Die Orgel hat insgesamt 31 Register auf zwei Manualen und Pedal.
| I Grand Orgue C–g3 |       |
| Bourdon            | 16′   |
| Principal          | 8′    |
| Bourdon            | 8′    |
| Flûte majeure      | 8′    |
| Flûte d’orchestre  | 8′    |
| Gambe              | 8′    |
| Prestant           | 4′    |
| Flûte à cheminée   | 4′    |
| Nasard             | 2 ⁄3′ |
| Doublette          | 2′    |
| Plein-jeu IV       |       |
| Trompette          | 8′    |
| Clairon            | 4′    |

| II Récit expressif C–g3 |       |
| Montre                  | 8′    |
| Gemshorn                | 8′    |
| Flûte harmonique        | 8′    |
| Salicional              | 8′    |
| Voix céleste            | 8′    |
| Flûte                   | 4′    |
| Quinte                  | 2 ⁄3′ |
| Flageolet               | 2′    |
| Cornet V (D)            |       |
| Cymbale III             |       |
| Hautbois                | 8′    |

| Pédale C–d1 |         |
| Violoncelle | 16′     |
| Soubasse    | 16′     |
| Quinte      | 10 2⁄3′ |
| Basse       | 8′      |
| Flûte       | 4′      |
| Bombarde    | 16′     |
| Trombone    | 8′      |

- Koppeln: II/I (auch als Sub- und Superoktavkoppeln), I/P, II/P

## Ausmaße
- Turmhöhe: 42 Meter
- Länge des Mittelschiffs: 26,25 Meter
- Gesamtlänge: 51,10 Meter

Fotos
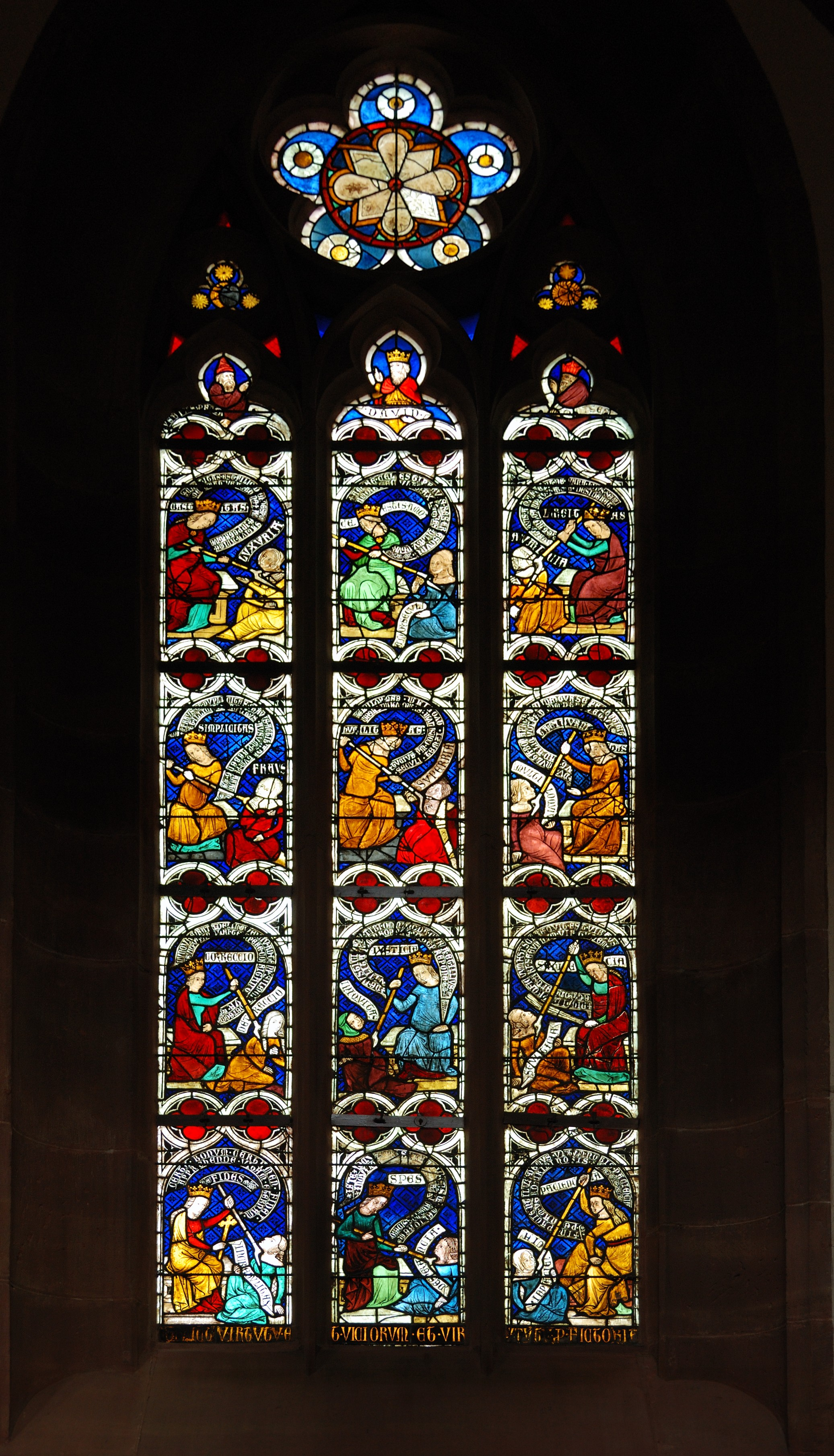
Glasfenster „Kampf der Tugenden mit dem Laster“
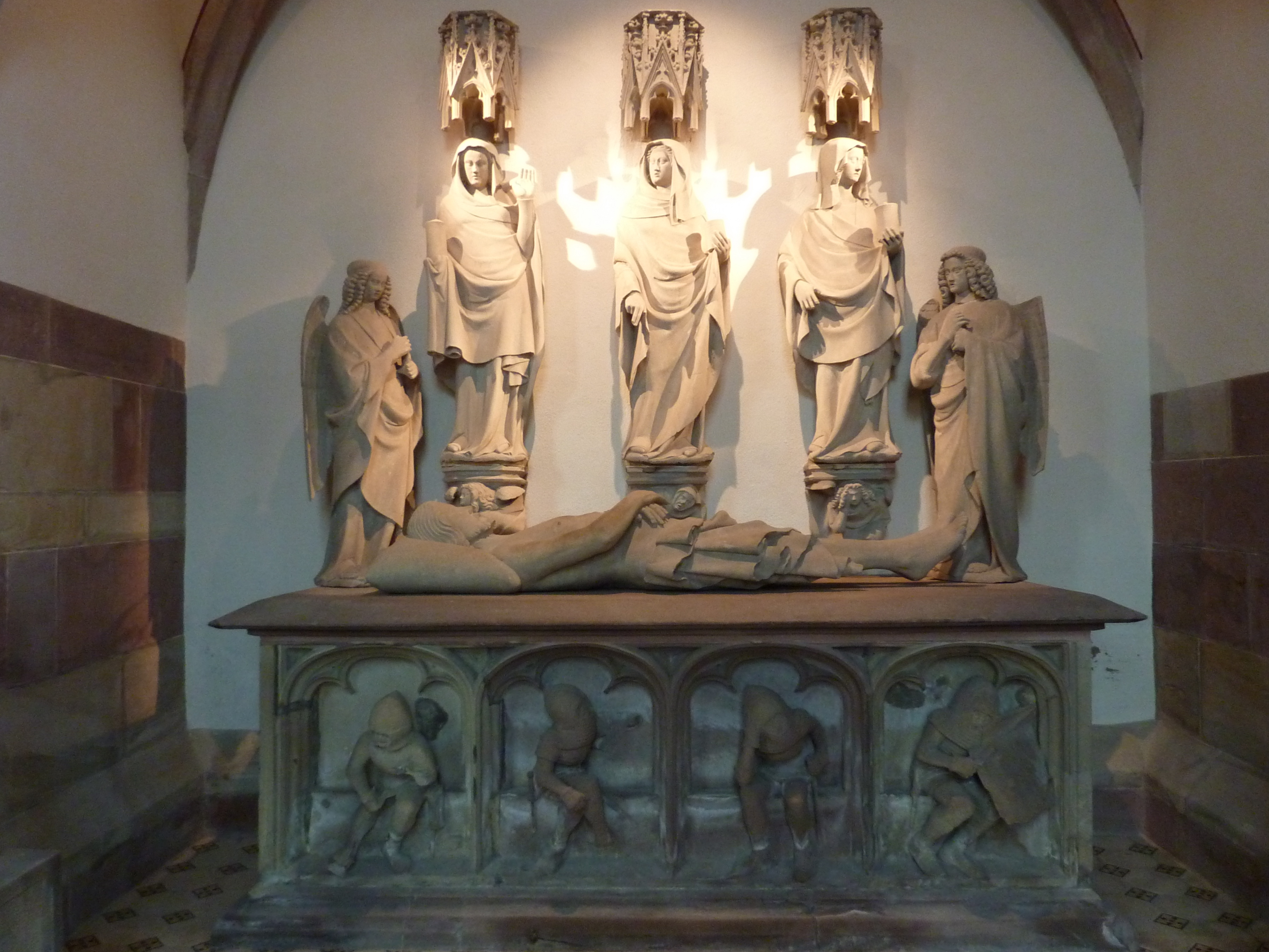
Heiliges Grab
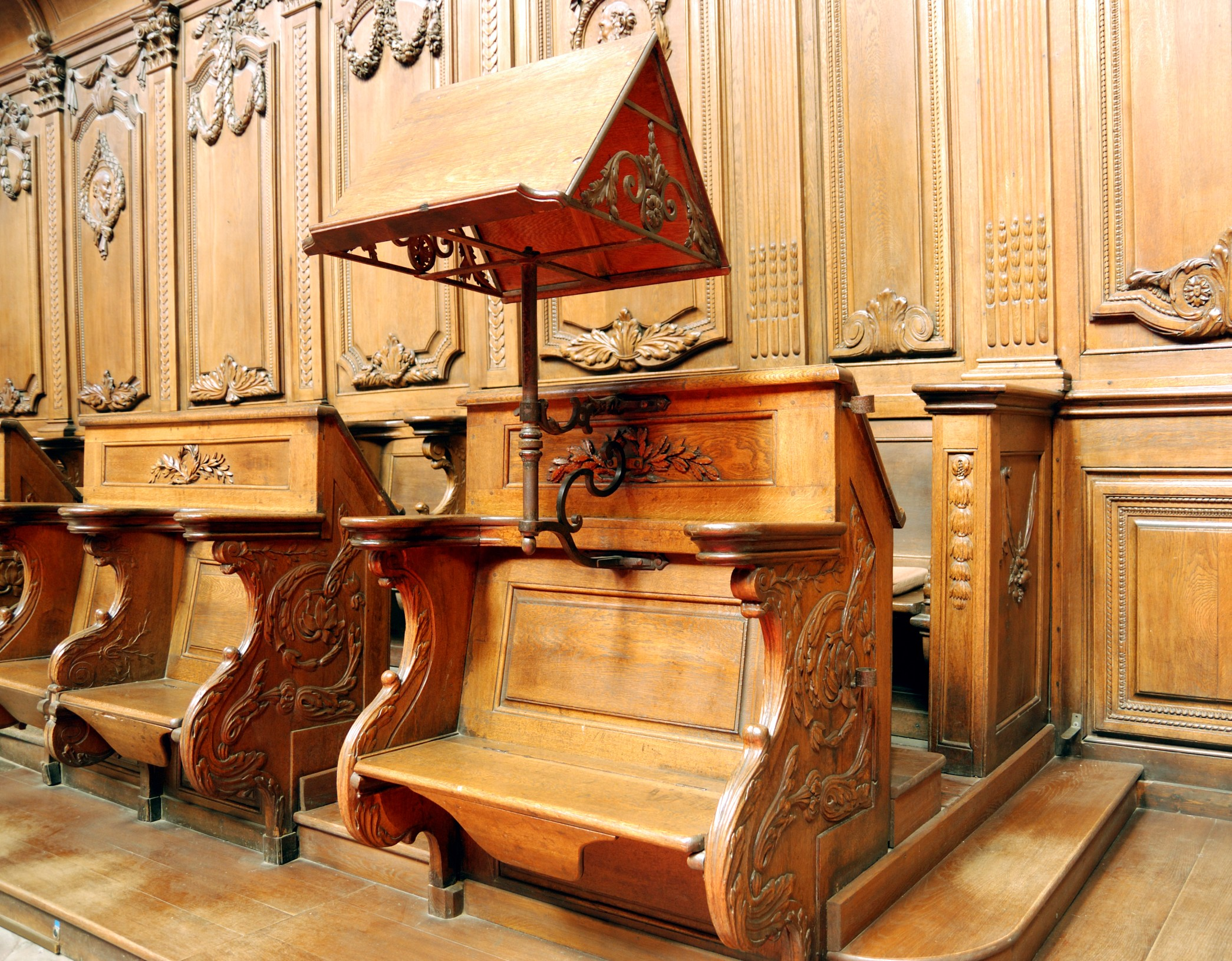
Chorgestühl
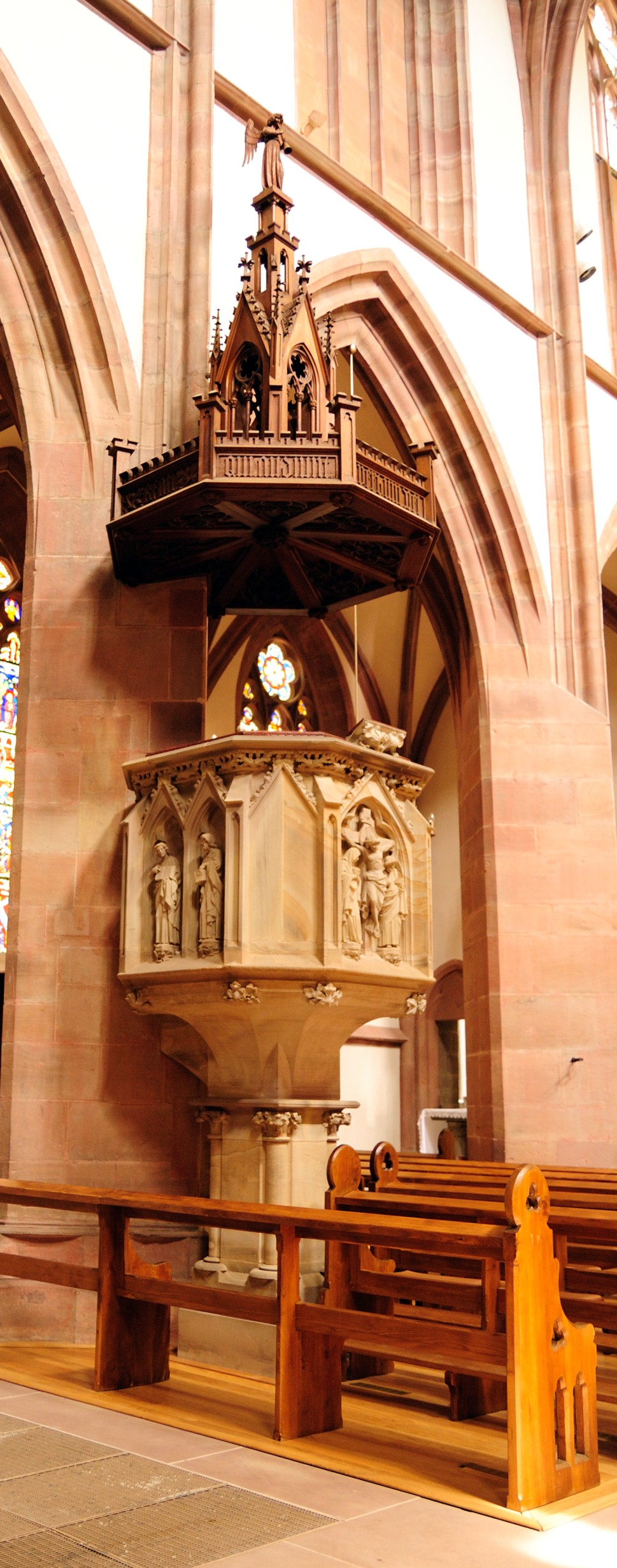
Kanzel
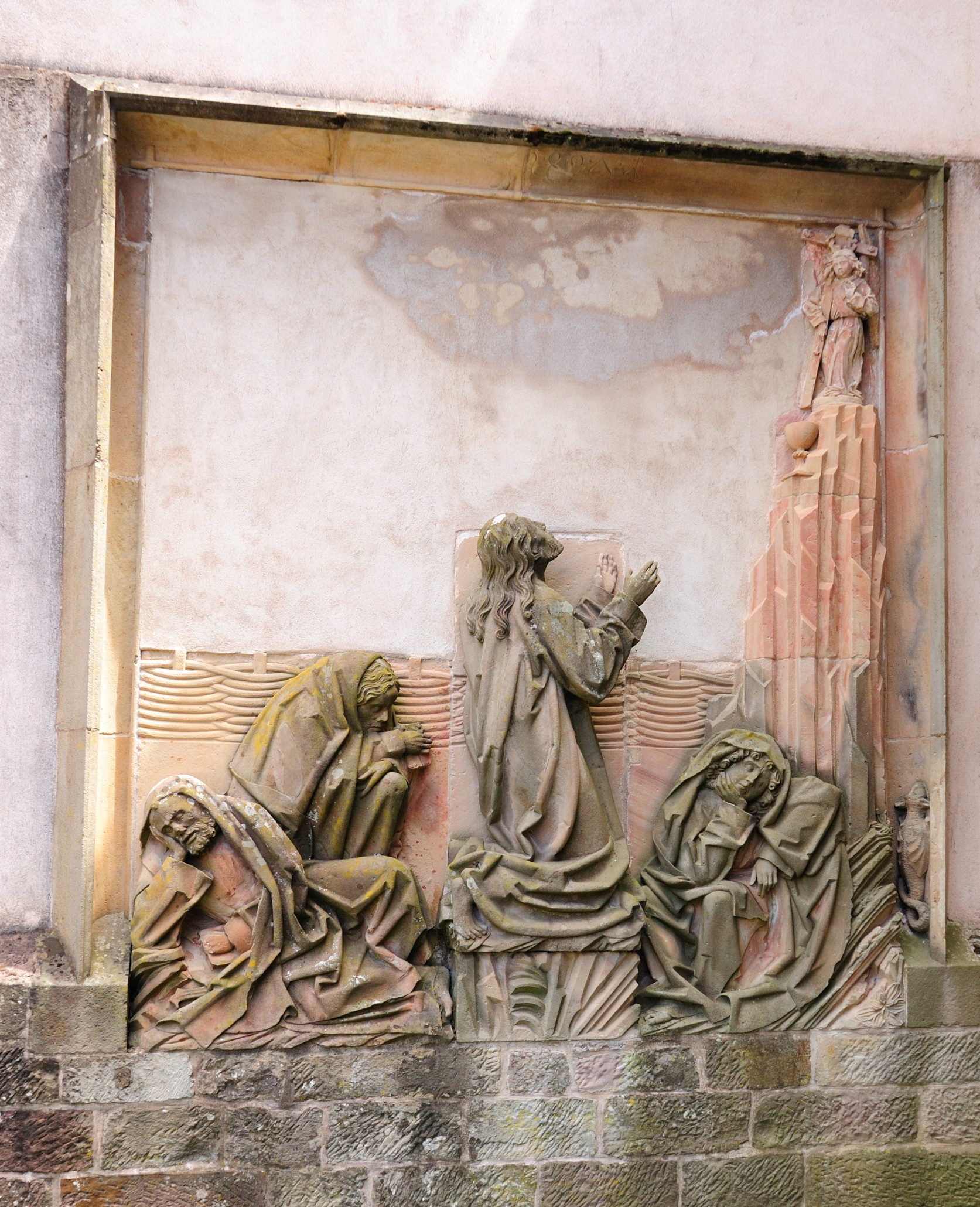
Ölbergrelief
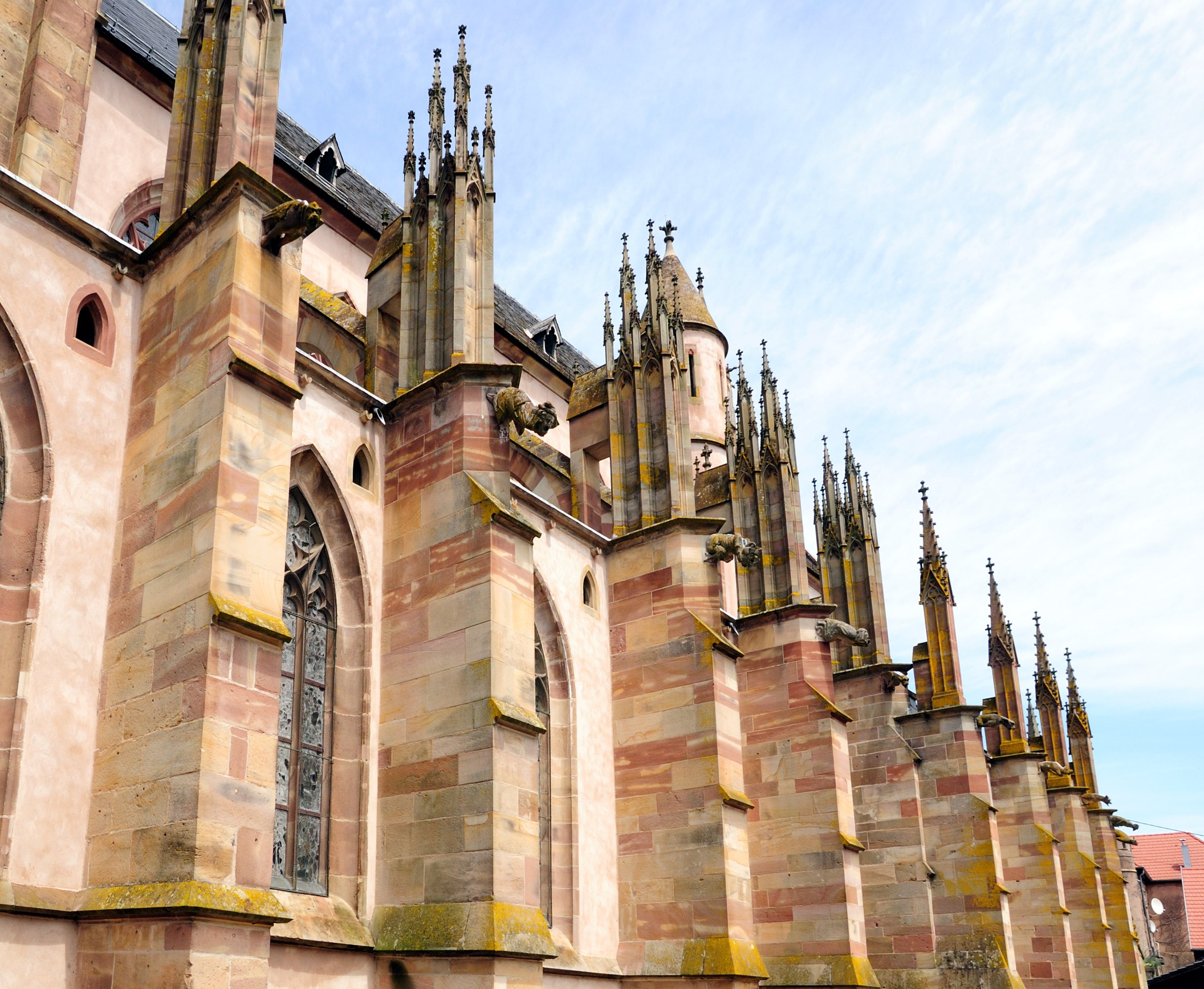
Strebepfeiler
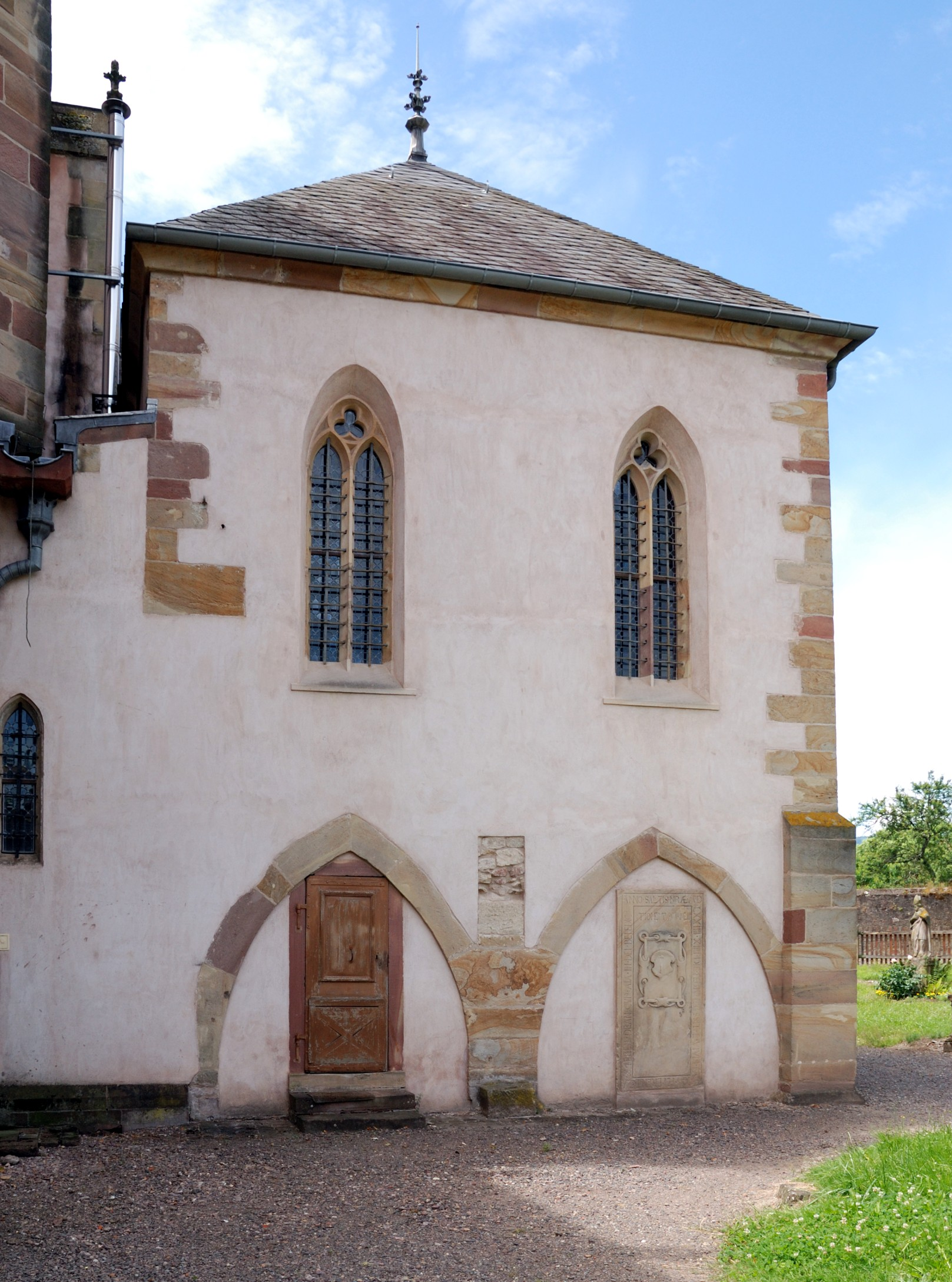
Sakristei